# بوقية
البُوقِيَّة أو العرار أو حشيشة الجمل أو غرغرية (باللاتينية:  Fritillaria kurdica) جنس نباتي من الفصيلة الزنبقية. يضم 171 نوعا مقبولا وستة عشر نوعا لم يحسم أمرها بعد.

## من أنواعهاالواطنةفيالوطن العربي
1. بوقية ألفرد نويع ألفرد (باللاتينية: Fritillaria alfredae subsp. alfredae) في بلاد الشام
2. بوقية ألفرد نويع عريضة الأجنحة (باللاتينية: Fritillaria alfredae subsp. platyptera) في بلاد الشام
3. بوقية أمانوسية (باللاتينية: Fritillaria amana) في بلاد الشام
4. بوقية برتغالية (باللاتينية: Fritillaria lusitanica) في البرتغال والمغرب العربي
5. بوقية بيناردية (باللاتينية: Fritillaria pinardii) في بلاد الشام
6. البوقية الحرمونية (باللاتينية: Fritillaria hermonis) في بلاد الشام
7. بوقية سميكة الأوراق (باللاتينية: Fritillaria crassifolia) في بلاد الشام
8. البوقية الفارسية (باللاتينية: Fritillaria persica) في بلاد الشام
9. بوقية فرانكية (باللاتينية: Fritillaria frankiorum) في بلاد الشام
10. بوقية لاذقانية (باللاتينية: Fritillaria latakiensis) في بلاد الشام
11. بوقية مدببة البتلات (باللاتينية: Fritillaria acmopetala) في بلاد الشام
12. بوقية وهرانية (باللاتينية: Fritillaria oranensis) في المغرب العربي
13. بوقية إمبراطورية (باللاتينية: Fritillaria imperialis) في العراق